# Longa (flod i Angola)
Longa är ett vattendrag i Angola. Det ligger i den västra delen av landet, 160 kilometer söder om huvudstaden Luanda.
Trakten runt Longa består i huvudsak av gräsmarker. Runt Longa är det glesbefolkat, med 17 invånare per kvadratkilometer.